# Gaston Planté

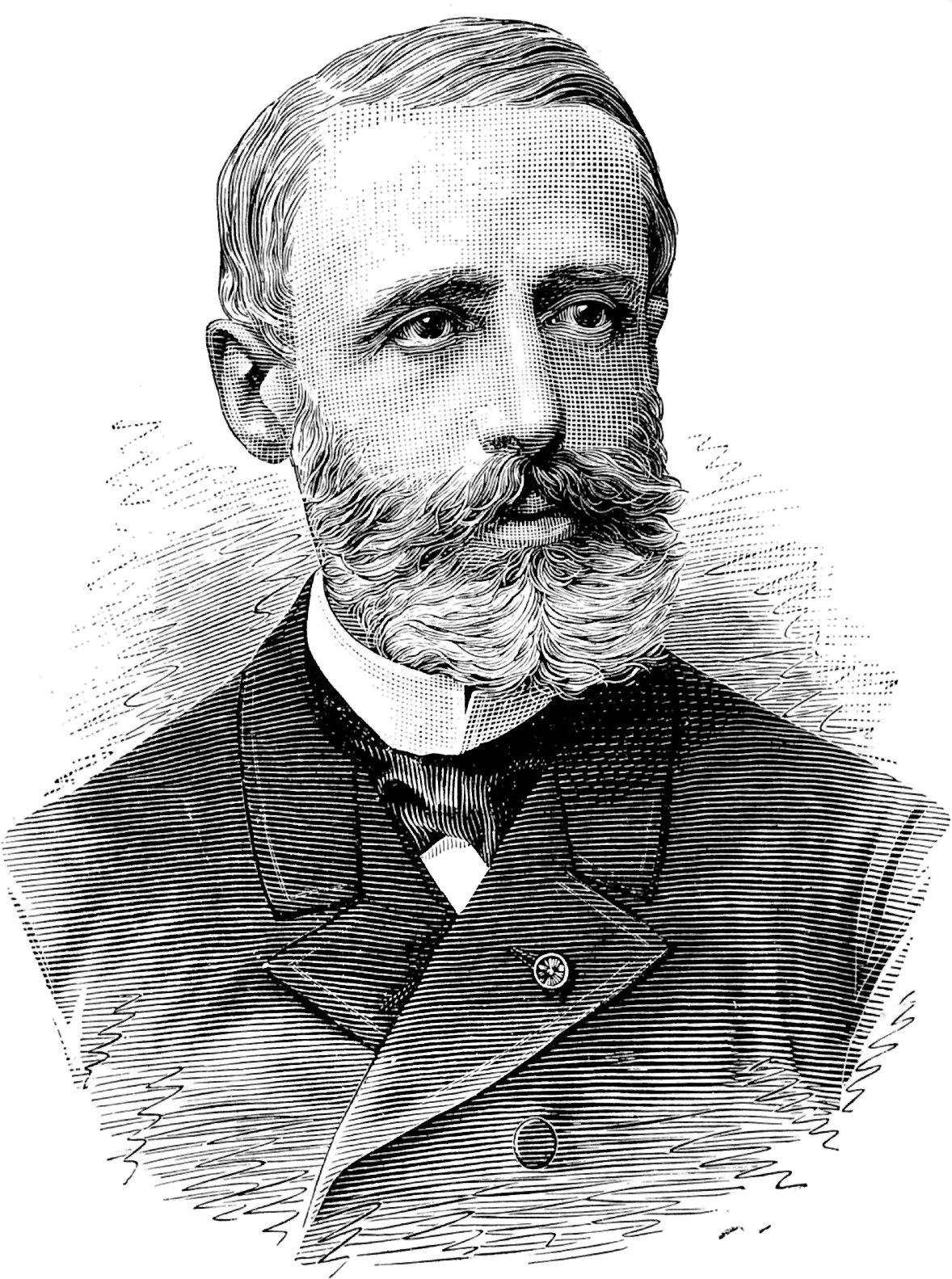
Gaston Planté

Gaston Planté (ur. 22 kwietnia 1834 w Orthez, zm. 21 maja 1889 w Paryżu) – francuski fizyk, w roku 1859 wynalazł akumulator kwasowo-ołowiowy. 
Od jego imienia pochodzi również nazwa prehistorycznego nielota Gastornis, jako pierwszy odkrył on skamieniałe szczątki tego ptaka w okolicach Geiseltal w Niemczech.